# Gypona trita
Gypona trita är en insektsart som beskrevs av Delong och Freytag 1964. Gypona trita ingår i släktet Gypona och familjen dvärgstritar. Inga underarter finns listade i Catalogue of Life.